# Морозов, Константин Петрович
Константин Петрович Морозов (укр. Костянтин Петрович Морозов; род. 3 июня 1944, посёлок Лозовая Павловка (в настоящее время г. Брянка), Луганская область, Украинская ССР, СССР) — советский и украинский военный деятель, генерал-полковник (1991 год), первый министр обороны Украины (сентябрь 1991 — октябрь 1993 года), Чрезвычайный и полномочный посол Украины (19 декабря 2005). Чрезвычайный и Полномочный Посол Украины в Исламской Республике Иран (2000—2001).

## Биография
Константин Морозов родился в посёлке Лозовая Павловка (в настоящее время город Брянка), Луганской области. Отец — Петр Степанович (1915—1954) участник Великой Отечественной войны, в послевоенный период работал электриком на шахтах Донбасса, погиб на производстве. Мать — Екатерина Ивановна (1916—1997) работала школьной учительницей.
В 1967 году закончил Харьковское высшее военное авиационное училище лётчиков ВВС имени С. И. Грицевца, служил лётчиком в составе ВВС Северной группы войск. В 1972 году с должности командира авиационного звена поступил на командный факультет Военно-воздушной академии имени Ю. Гагарина, которую окончил в 1975 году. Проходил службу в Липецком ЦБП и ПЛС ВВС, МВО на должностях лётчика-инструктора, командира авиационной эскадрильи, заместителя командира авиационного полка, начальника авиабазы по исследованию боевого применения истребительной авиации (Мары, КТуркВО), заместителя командира и командира авиационной дивизии ЦГВ, ЮГВ. В 1984 году направлен на учёбу в Военной академии Генерального штаба ВС СССР имени К. Ворошилова, которую окончил в 1986 году.
По окончании ВА ГШ, в 1986—1988 годах проходил службу в должности начальника штаба, первого заместителя командующего воздушной армией ВГК (СН) со штабом в Смоленске. В декабре 1988 года переведён на такую же должность в воздушную армию со штабом в Киеве, а в сентябре 1990 года назначен её командующим.
Во время событий 19—21 августа 1991 года в Москве, поддержал курс Украины на отделение от СССР и утверждение независимого государства. 3 сентября 1991 года Верховной радой Украины назначен первым министром обороны Украины. 1 октября 1991 года Указом Президента СССР и приказом МО СССР освобождён от обязанностей командующего 17-й воздушной армией и члена Военного совета Киевского военного округа и откомандирован в распоряжение правительства Украины. Первый официально принял присягу на верность украинскому народу (6 декабря 1991), нарушив данную ранее. Под руководством К. Морозова была создана национальная система управления группировкой войск бывшего СССР на территории Украины, проведена организационная работа по приведению основной части офицерского состава этой группировки к присяге на верность народу Украины, проведён первый этап её реорганизации в составе Вооружённых Сил Украины. В связи с личной особой позицией в вопросе Черноморского флота, отличной от позиции Президента, 30 сентября 1993 года подал Президенту Украины рапорт об отставке.
После отставки с должности министра обороны и увольнения из ВС Украины — на общественной работе: член Координационной рады Конгресса украинской интеллигенции, руководитель избирательной общественной организации «Демократическое объединение Украина», координатор демократических партий Украины, член Украино-Американского совещательного Комитета по выработке политики. В 1994—1995 годах изучал английский язык, политологию, основы государственного управления, политику международной безопасности как старший научный сотрудник Гарвардского университета (Школа государственного управления имени Кеннеди), (Бостон, США). Закончил докторантуру Международного открытого университета (2003) с дипломом доктора философии в области политологии (PhD).
С 1996 года на дипломатической службе. До 2000 года — Советник-посланник, главный координатор сотрудничества Украины с САСС, ЕС, ЗЕС в военной сфере Посольства Украины в Брюсселе, заместитель Главы Миссии Украины при NATO — OTAN (с 1998 года).
С 5 апреля 2000 по 15 июня 2001 года — Чрезвычайный и Полномочный Посол Украины в Исламской Республике Иран, Посол по особым поручениям МИД Украины (основное направление работы — отношения Украина — NATO — OTAN), Глава Миссии Украины при NATO — OTAN (Брюссель, Бельгия). В октябре 2007 года из-за смены позиции правительства Украины в вопросах интеграции в NATO — OTAN, добровольно ушёл в отставку.

## Государственные награды
- Орден «За службу Родине в Вооружённых Силах СССР» III степени (1982);
- Орден «За службу Родине в Вооружённых Силах СССР» II степени (1990);
- Орден «За мужество» III степени (1996);
- Именное огнестрельное оружие от Президента Украины (1993);
- Медали СССР, Украины и международные отличия.

## Дипломатический ранг
- Чрезвычайный и полномочный посол Украины (19 декабря 2005)[2].